# 오토모 류스케
오토모 류스케(일본어: 大友 竜輔, 2000년 5월 24일~)는 일본의 축구 선수이다.

## 구단 경력
그는 2019년 J2리그의 몬테디오 야마가타에 입단했다. 2020년 J3리그의 아술 클라로 누마즈로 임대 이적했다. 2021년엔 리그 20경게 출전, 2022년 몬테디오 야마가타로 복귀했다. 2024년 아술 클라로 누마즈로 이적했다.